# 士林街福德宮
士林街福德宮位於台灣台北市大南路，為主祀福德正神之道教廟宇。該建物興建於1861年，今為位於台北士林區之仿古廟宇建築。另外，該廟宇的組織型態為管理委員會制，祭典日期則是每年農曆之二月初二。
- 文昌帝君
- 福德正神
- 關聖帝君
  - 七爺、八爺、周倉、關平